# Col de la Givrine

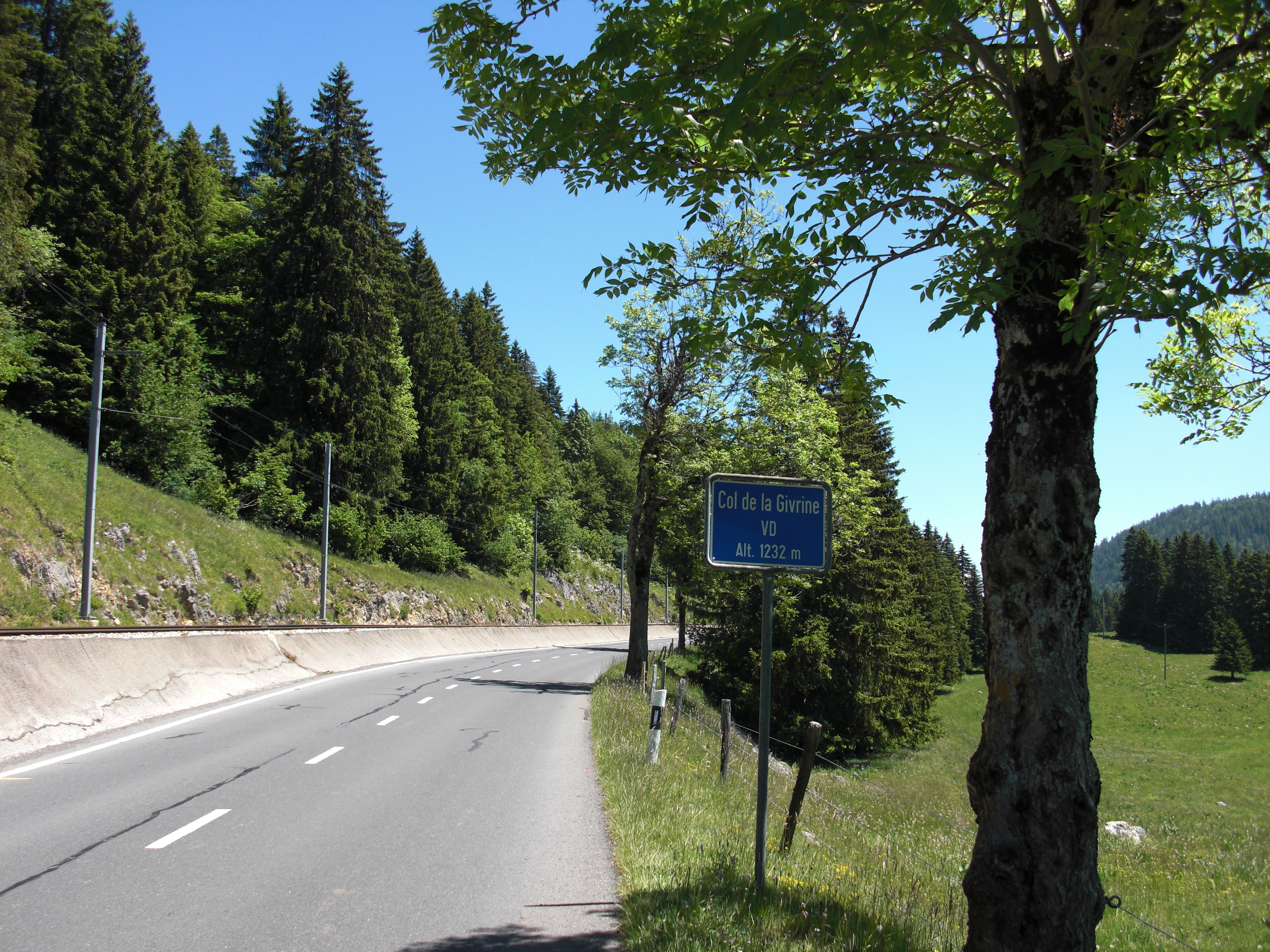
Droga przez Col de la Givrine

Col de la Givrine (czasem również Col de Saint-Cergue; 1228 lub 1229 m n.p.m.) - przełęcz w szwajcarskich górach Jura, w kantonie Vaud. Najwyższy punkt drogi trawersującej przełęcz znajduje się na wysokości 1232 m n.p.m.

## Położenie
Leży w południowej części łańcucha Jury, w jej najbardziej wewnętrznym pasmie, w którym wznoszą się najwyższe szczyty tych gór. Od południa dominuje nad przełęczą wyniosły masyw wysokiego szczytu La Dôle, natomiast od północy pierwszym wybitniejszym wzniesieniem jest Le Noirmont.
Przełęcz znajduje się dokładnie na zachód od położonej nad Jeziorem Genewskim miejscowości Rolle i prawie dokładnie na północ od Genewy, 2 km na wschód od granicy państwowej szwajcarsko-francuskiej.

## Ukształtowanie
Przełęcz, usytuowana w miejscu, w którym grzbiet przybiera postać nieznacznie sfałdowanego plateau, ma formę szerokiego siodła. Stoki wschodnie obniżają się bardzo łagodnie ku płytkiej, bezwodnej dolinie, schodzącej w kierunku Saint-Cergue, a następnie długo opadają w stronę ogromnego obniżenia Jeziora Genewskiego. Stoki zachodnie obniżają się znacznie szybciej ku wysoko położonej, śródgórskiej dolinie rzeki Orbe, która tu, na wysokości przełęczy, ma swoje źródła.

## Znaczenie komunikacyjne
Przez przełęcz wiódł stary szlak komunikacyjny, uczęszczany od średniowiecza, łączący wschodnią Francję (Burgundię, Franche-Comté) z basenem Jeziora Genewskiego i prowadzący dalej przez Genewę do Włoch. Tereny te należały wówczas do potężnego opactwa z Saint-Claude. W 1299 roku Humbert de Thoire-Villars otrzymał ziemię od ówczesnego opata Saint-Claude, Étienne I de Saint-Cergues, na budowę zamku chroniącego przejście do Saint-Cergue. Po utrwaleniu się reformacji i włączeniu ziem obecnego kantonu Vaud do Berna (1536) napięcia graniczne między Bernem a Franche-Comté częściowo utrudniły ruch na szlaku przez przełęcz Givrine. Nowa droga, biegnąca przez Col de la Faucille i Gex wprost do Genewy, planowana już od XVIII wieku, a poprowadzona ostatecznie na początku wieku XIX, obniżyła znaczenie trasy przez Col de la Givrine do rangi regionalnego przejścia, używanego głównie do transportu drewna (budowlanego i opałowego) z jurajskich lasów do Genewy. Droga przez przełęcz została przełożona w latach 1763-1769 na mniej stromą trasę (ta droga, brukowana, nadal widoczna jest we fragmentach), która była używana do czasu budowy w latach 1828-1852 obecnie używanej szosy.
W 1917 r. przez przełęcz poprowadzono wąskotorową linię kolejową NStCM Nyon – Saint-Cergue - La Cure, przedłużoną następnie do francuskiego Morez. Obecnie pociągi jeżdżą nią tylko do stacji La Cure na granicy szwajcarsko-francuskiej.

## Znaczenie turystyczne
Przełęcz odgrywa znaczną rolę w ruchu turystycznym pomiędzy miejscowościami południowej części basenu Jeziora Genewskiego oraz wewnątrzjurajską doliną Joux. Zimą rejon przełęczy posiada zwykle grubą i trwałą pokrywę śniegową. Z tego powodu i z racji ukształtowania terenu jest licznie odwiedzany przez amatorów narciarstwa biegowego i turystycznego oraz wędrówek na rakietach śnieżnych.
W lipcu 2012 roku odbyły się tu zawody mistrzostw świata w biegach na orientację.